# Pond Inlet
Pond Inlet es una aldea canadiense situada en el territorio de Nunavut.

## Superficie
Pond Inlet tiene una superficie de 170,83 km².

## Demografía
En 2021, tenía 1466 habitantes, una densidad poblacional de 9,1 hab./km², y 466 viviendas.